# Raymond Hains
 (avril 2013).
Raymond Hains, né à Saint-Brieuc (Côtes-d'Armor) le 9 novembre 1926 et mort à Paris (14e) le 28 octobre 2005, est un artiste plasticien français.

## Formation
Il a étudié à l’école des beaux-arts de Saint-Brieuc puis à l’école des  beaux-arts de Rennes avant de s’installer à Paris pour y présenter sa première exposition de photographies hypnagogiques et entamer un travail sur l’affiche déchirée, récoltée dans la rue. En 1960, il signe, aux côtés d’Arman, Dufrêne, Klein, Tinguely et Villeglé et Pierre Restany, le manifeste du Nouveau Réalisme. Il prendra ses distances avec ce mouvement pour poursuivre une recherche personnelle à travers le langage, les méandres de l’analogie et les hasards des coïncidences qu'il utilise comme révélateurs de rapports cachés unissant des éléments disparates. Raymond Hains a participé à de nombreuses expositions et manifestations internationales depuis les années 1950, dont la « Documenta IV » à Cassel, la première Biennale de Paris, les premières expositions du groupe des Nouveaux Réalistes à Milan et à Paris, les expositions « Paris-Paris » et « Paris-New York » au Centre Georges-Pompidou, « Westkunst » et « Bilderstreit » à Cologne, etc. Il est représenté dans de nombreuses collections et musées en France et à l'étranger. Il est récompensé par le prix Kurt Schwitters en 1997. De nombreux critiques ont écrit sur son travail et plusieurs ouvrages lui ont été consacrés.

## De la photographie hypnagogique à l’ultra-lettre

### La découverte de la photographie
Le 8 juin 1944, à Laval, deux jours après le débarquement, Raymond Hains découvre un livre intitulé « Photographie française 1839-1936 » dont la couverture présente un montage photographique signé Emmanuel Sougez : une accumulation d’objectifs de différentes tailles, frappés d’un œil en leur centre. Ce jour-là, Raymond Hains décide de devenir photographe. Muni d’un Kodak, il photographie les dommages de la guerre, les ruines et les pans de murs abattus par les bombes.
En 1945, il entre au Beaux-Arts de Rennes et s’inscrit dans l’atelier de sculpture. Il rencontre Jacques Villeglé avec lequel il se lie d’amitié. Très rapidement, il délaisse les cours pour se consacrer à des lectures philosophiques dans les jardins de la ville. Puis, il part à Paris pour rencontrer Emmanuel Sougez, alors directeur de la photographie chez France-Illustration. Ce dernier décide de l’embaucher et lui fait acquérir de solides connaissances techniques en photographie. Dans son appartement parisien, il réalise, dès 1946, ses premiers photogrammes et solarisations qu’il présente à André Breton. Il achète alors un réflecteur circulaire équipé de miroirs qui démultiplient et fragmentent le sujet. Sa première photographie à l’image « démultipliée » sera celle d’une figurine de Sumatra : le « Trésor de Golcondo ». Un jour, dans l’atelier de vitrerie familial, il découvre des chutes de verres cannelés avec des taches de peinture, des prismes accidentels qu’il décide d’utiliser pour ses propres photographies. Il invente alors un objectif cannelé qu’il appelle « l’hypnagogoscope » (du grec Hypnos : sommeil ; agogos « qui conduit » ; skopein : « observer »). L’adjectif « hypnagogique » signifie : « qui précède immédiatement le sommeil », un état de demi-sommeil et de somnolence. L’expérience de l’hypnagogie chez Raymond Hains lui permet de s’arracher de la tendance mimétique de la photographie : elle déconstruit la lumière et métamorphose l’image en lignes abstraites. En 1948, il présente sa première exposition à la galerie Colette Allendy, à Paris : « Photographies Hypnagogiques ».
En 1952, dans la revue Photo Almanach Prisma, il publie un article intitulé « Graphisme en photographie. Quand la photographie devient objet », expliquant que toutes ces manipulations de l’image l’amènent à faire abstraction du sujet. Ce texte fonctionne comme un véritable manifeste personnel où il remet en cause les acceptions communément admises de la notion de réalisme et affirme, citant Apollinaire, sa conviction de la nécessité pour l’artiste d’inventer des “réalités nouvelles”.

### L’image filmée et l’ultra-lettre
Raymond Hains réalise dès 1949 ses premiers courts-métrages en noir et blanc et tourne son premier reportage intitulé Saint-Germain-des-Prés-Colombiens. De 1950 à 1954, Raymond Hains réalise plusieurs films dont Pénélope, Loi du 29 juillet 1881 ou Défense d’afficher : en collaboration avec Jacques Villeglé, ils adaptent le procédé de distorsion visuelle à travers des verres cannelés sur une caméra et réalisent un film abstrait, au graphisme mouvant et coloré, inspiré des gouaches découpées de Matisse. Villeglé baptisera le film dont il ne croit plus en l’aboutissement : Pénélope. Un extrait sera sonorisé en 1960 par Pierre Schaeffer sous le titre d’Études aux allures.
Raymond Hains assiste aux premières lectures de poèmes lettristes déclamés par Isidore Isou, François Dufrêne et Gabriel Pomerand. Il se consacre alors à la mise en œuvre plastique des pratiques lettristes. Les lettres sont éclatées sous l’action des verres cannelés pour créer « l’ultra-lettre ». Fasciné par les sonorités et le graphisme des lettres, il fait éclater le nom de Camille Bryen puis celui de Villeglé et éprouve « le vertige entre la lettre et le néant ». Les lettres se tordent, s’étirent, s’éclatent jusqu’à ce que le langage perde toute cohérence. Ce processus photographique de déformation des lettres s’inscrit dans une problématique moderne amorcée par Stéphane Mallarmé, poursuivie par Guillaume Apollinaire puis les lettristes.
En 1953, Raymond Hains publie l’« Hepérile éclaté » avec Jacques Villeglé. Le poème phonétique "Hepérile" de Camille Bryen, pionnier de l’abstraction lyrique, est éclaté en « ultra-lettres ». Ils créent ainsi « le premier poème à dé-lire ». Selon Raymond Hains, il s’agit de « faire éclater la parole en ultra-mots qu’aucune bouche humaine ne saurait dire ».

## L’affichisme

### Les affiches lacérées
Raymond Hains a déjà beaucoup photographié les affiches de Paris et vient d’arracher ses premiers morceaux à-même la rue lorsque Jacques Villeglé s’installe à Paris en 1949. Ensemble, ils commencent une série d’affiches de concerts, déchirées et à prédominance typographiques, avec pour ambition de faire une nouvelle Tapisserie de Bayeux. Leur première réalisation en duo est baptisée, à partir de quelques mots qui émergent du chaos des lettres : « Ach Alma Manetro ».
L’affiche déchirée par les passants anonymes peut apparaître comme un équivalent plastique ou une retranscription visuelle de la désarticulation ultra-lettriste du langage poétique. La superposition des affiches et les lacérations successives produisent une transformation des signes typographiques du même ordre que l’éclatement hypnagogique de la lettre obtenu avec les verres cannelés.
En 1954, François Dufrêne présente Yves Klein à Raymond Hains à la terrasse du Café du Dôme, boulevard du Montparnasse.
En 1955, dans le journal Combat éclate l’affaire « Flagrant-Dalí ». L’année précédente, un ouvrage avait été publié par Le club français du livre : La vie secrète de Salvador Dalí. Deux doubles pages, en ouverture et en fin de volume reproduisaient « La main multipliée par un jeu de miroirs », une photographie hypnagogique de Raymond Hains, datée de 1947. La publication de cette photographie est probablement due à une erreur chez l’éditeur. Raymond Hains fait alors valoir son droit d’auteur en rédigeant une contestation écrite publiée dans le journal Combat : « C’est à ma barbe et certainement pas à vos moustaches, que cette main je la vois utilisée à des fins daliniennes : guidé par les moustaches-antennes, votre homme de « Main » l’a détectée… ». Hains décide finalement de ne pas donner suite à l’affaire.
En 1956, il rencontre le critique d’art Pierre Restany chez Yves Klein. Puis avec Jacques Villeglé, ils exposent pour la première fois leurs affiches lacérées à la galerie Colette Allendy, à Paris en 1957. Le carton d'invitation était ainsi libellé « Colette Allendy vous invite à franchir la palissade de l’exposition : Loi du 29 juillet 1881, ou : le lyrisme à la sauvette».
Les choix des affiches lacérées par les passants et abimées par le vent et la pluie peuvent être des choix d’ordre purement plastique, un regard qui cadre, un aplat de couleur repéré par celui qui se proclame « inaction painter » ou plus largement des choix de circonstances : Hains est un rapprocheur d’images comme de mots, il aime les coïncidences et les rencontres typographiques.

### De la palissade aux lapalissades
Lorsqu’il découvre, dans les Entrepôts Bompaire, lieu de stockage de panneaux d’affichages et palissades, les panneaux de tôle galvanisée, Raymond Hains décide de s’approprier ces palissades de chantier, et se met parallèlement à photographier l’environnement et les travaux cachés par celles-ci.
Ceux que l’on appelle désormais les « décollagistes » : Dufrêne, Hains et Villeglé, sont exposés dans une salle du Musée d'art moderne de la ville de Paris à l’occasion de la première Biennale de Paris en 1959. Hains y expose une affiche politique « Votez Monjauvis » et une palissade en bois « La palissade des emplacements réservés ». Durant la Biennale, il remarque dans une vitrine du boulevard Saint-Germain, l’Encyclopédie Clartès ouverte à la page des entremets : y figure « La Palissade », un gâteau de crème pâtissière entouré d’une palissade de biscuits. Puis à un dîner il rencontre Geneviève de Chabannes la Palice, descendante du seigneur de la Palice. En 1963, il effectue un voyage à Lapalisse dans l’Allier et y découvre les bonbons « vérités de la Palisse ». Désormais « dialecticien des lapalissades » il entame un travail sur l’imbrication aléatoire de ces références et glissements sémantiques et présente une reproduction de l’entremets de La Palissade, au Salon Comparaisons de 1960.

## Le Nouveau Réalisme

### Nouvelles approches perceptives du réel
Le 16 avril 1960, à l’occasion d’une exposition à la galerie Apollinaire de Milan, Pierre Restany lance le terme de « Nouveau Réalisme ». La déclaration constitutive du Nouveau Réalisme sera signée le 27 octobre 1960 au domicile d’Yves Klein par Arman, Dufrêne, Hains, Yves Klein, Raysse, Restany, Spoerri, Tinguely et Villeglé : « Les Nouveaux Réalistes ont pris conscience de leur singularité collective. Nouveau réalisme : nouvelles approches perceptives du réel ». Lors de l’exposition inaugurale de la galerie J, à Paris, tenue par Jeanine Restany (la femme de Pierre Restany) : « A 40° au-dessus de dada », Raymond Hains, alors dans sa période « tôlard », présente des tôles galvanisées. Yves Klein réagit violemment au titre de l’exposition choisi par Pierre Restany rejetant l’affiliation au mouvement Dada. Il demande alors que ses œuvres soient retirées de l’exposition puis signe le 8 octobre 1961 à la Coupole, à Paris, la dissolution du mouvement en compagnie de Raymond Hains et Martial Raysse.
« La France déchirée », en 1961 à la galerie J est une exposition de 20 affiches récoltées par Raymond Hains et Jacques Villeglé entre 1950 et 1961. Cette série d’affiches politiques relate les évènements dramatiques liés au conflit algérien et à De Gaulle. Raymond Hains refuse de les vendre et de s’enrichir sur un sujet tel que le déchirement de la Nation. Lors du Festival du Nouveau Réalisme à la galerie Muratore et à L’Abbaye de Roseland à Nice, il présente l’Entremets de la Palissade et distribue à chaque convive une part de la pièce montée.
En 1963, Daniel Spoerri transforme la galerie J en restaurant pendant 11 jours. Le 8 mars est proposé un « Menu-Hommage à Raymond Hains, Sigisbée de la critique ». On y sert, entre autres, « l’Entremets de la Palissade » ainsi que des fromages « Gala » en rappel de l’affaire « Flagrant - Dalí».
Passionné de littérature, L’Iliade fait partie des livres majeurs de la bibliothèque de Raymond Hains. Inspiré par l’histoire du cheval de Troie, Raymond Hains, par ailleurs surnommé par sa galeriste Iris Clert son « poulain », décide de bâtir un cheval en planches de palissades recouvertes d’affiches qui sera ensuite emballé par Christo. Ce « Néo-Dada emballé », réalisé par Gérard Matisse, sera présenté sur le parvis du Musée d'art moderne de la ville de Paris à l’occasion du Salon Comparaisons en 1963. Avec ce « Monument au Peintre bâillonné par la Critique d’Art »  il refuse toute affiliation avec le mouvement Dada et prend ses distances avec les affiches, les tôles et le Nouveau Réalisme.
« (…) quand il y a eu le dada emballé, j’ai voulu me débarrasser de Raymond Hains affichiste et j’ai dit que j’étais un Sigisbée de la critique ou un dialecticien de la palissade (…) ».
L’année suivante, il participe à l’exposition « 50 ans de collage » au Musée d'Art et d'Industrie de Saint-Étienne.

### Le cycle des artistes SEITA & SAFFA
« Le Nouveau réalisme n’est pas un groupe d’artistes, mais une espèce de confrérie. Un ensemble de petits César qui se partage le monde comme on se partage un gâteau. Yves Klein prend le blue, César les compressions de voitures, Arman les poubelles, Villeglé, Rotella et moi les affiches lacérées, Christo les emballages. Nous passons avec les Nouveaux Réalistes, du monde de la peinture à un monde de la vérité. Les artistes cessent de fabriquer de l’art pour devenir des Abstractions personnifiées ». Raymond Hains cherchera toujours à ne pas tomber dans le piège de la répétition, renouvelant son corpus d’œuvres, ne se laissant pas réduire à l’affichiste. Il ira jusqu’à dédoubler sa personnalité en créant deux artistes fictifs, SEITA & SAFFA (acronymes des sociétés nationales Italiennes et Françaises des Tabacs et allumettes), pendant sa période italienne, qui débute en 1964.
Cette même année, durant la Biennale de Venise, il présente la « Biennale déchirée », puis quatre ans plus tard, la « Biennale éclatée » : les couvertures des catalogues de chaque Pavillon National sont déformées sous le prisme du verre cannelé.
Il inaugure le cycle des artistes SEITA & SAFFA en présentant à la Galleria del Leone à Venise une boîte d’allumettes géantes illustrée de la fable de La Fontaine « l’âne vêtu de la peau du Lion ». « J’avais donc imaginé deux artistes qui auraient eu chacun un monopole sur les boîtes d’allumettes. C’étaient des gadgets pour essayer d’illustrer ce que je pensais du Nouveau Réalisme, qui aurait pu s’appeler les Abstractions personnifiées ». Il présente l’année suivante une exposition « Seita et Saffa : copyright by Raymond Hains » à la galerie Iris Clert à Paris. Il y expose des boîtes d'allumettes géantes signées des deux acronymes, artistes « fictifs et incendiaires » dont Hains se présent comme l’agent. Iris Clert avait sollicité la présence de deux pompiers de Paris au vernissage. Pour donner suite à sa demande, il lui fut demandé si les allumettes pouvaient s’enflammer. Ayant prouvé qu’une allumette arrachée à une pochette géante et frottée sur le grattoir émettait bien une flamme, deux pompiers furent effectivement postés dans l’exposition ce soir-là.
Avec ce cycle, Raymond Hains met le feu symboliquement à tout ce qui pourrait le réduire à l’affichisme, aux palissades ou au Nouveau Réalisme. Les pochettes d’allumettes géantes, proches du Pop Art qui avait marqué le Biennale de Venise en 1964, deviennent un nouvel objet important dans l’imaginaire de l’artiste, qui sera décliné.

## Photos-constats et Macintoshages
Au milieu des années 1970, Raymond Hains passe de l’affiche à la fiche et aux notes. Il s’affirme comme “une espèce d’ordinateur ou plutôt un désordinateur naturel”. Il réalise des fiches de lecture détaillées et datées qu’il classe et range avec des livres dans des valises modèle Airbus, ou dans des boites d’archives. Son art se développe dès lors selon un principe mnémotechnique, par association de mots, coïncidences de rencontres, lectures et voyages.
Ses photographies-constat, série de clichés réalisés lors de séjour dans une ville, vont s’élaborer selon un processus de déformation du sens, par analogie visuelle, jeux de mots ou connivence sémantique. En apparence, elles peuvent apparaître au spectateur comme un simple reportage photographique qui prélève des fragments de la réalité. Souvent prises frontalement, ces photographies ne sont pourtant pas objectives : Raymond Hains part d’une rencontre, d’un événement, d’un texte, d’un mot ou d’un nom pour construire une situation complexe où chaque objet fait apparaître une longue sédimentation du sens. Hains met souvent en scène des personnages-clés qui se rencontrent au détour d’une rue, dans une phrase ou un jeu de mots.
Une première exposition rétrospective lui est consacrée en 1976 par Daniel Abadie au Centre National d’Art et de Culture : « La Chasse au C.N.A.C. ». Ce sera la dernière exposition du CNAC rue Berryer avant que ne soit inauguré le Centre Georges-Pompidou en 1977. Cette même année, il présente à la Galerie Lara Vincy « L’art à Vinci », une exposition à partir d'une affiche déchirée représentant La Joconde. Il opère alors une dérive linguistique sur l'effet des noms propres (Vincy et Vinci...) et sur les emplacements réservés (situation géographique de la galerie entre La Palette et L'Aquarelle, aujourd'hui disparue).
En 1986, il présente l’exposition « Hommage au Marquis de Bièvre » à la Fondation Cartier (Jouy-en-Josas). Située dans la vallée de la Bièvre, la Fondation Cartier inspire à Hains l’idée d’une fondation Cartier-Bresson-Brassaï-Man Ray. Puisque Jean-Pierre Raynaud a édifié, à la Fondation Cartier, un Pot rouge, Hains veut enchaîner les Peaux-rouges à l’éditeur Pauvert, qui publia le livre Vercingétorixe, la tragédie en vers luisants du Marquis de Bièvre, donc les Gaulois : Astérix, César, le Pouce de César... Et puisque le musée se situe à Jouys-en-Josas il fallait y rattacher Cartier-Bresson, Robert Bresson, Brassaï, Brassens, la toile de Jouy, les photos de famille, la famille Fenouillard pour donner naissance au « Guide vert de la vallée de la Bièvre ». L’exposition « Les 3 Cartier » en 1994 s’inscrit dans la continuité de l’ « Hommage au Marquis de Bièvre ». Les noms de Cartier et de Jean Nouvel, architecte du nouveau bâtiment de la Fondation Cartier à Paris nous conduisent de St Malo (Jacques Cartier qui découvrit le Canada était un capitaine malouin) au Grand Louvre, à la vallée de la Bièvre, à Londres puisque le directeur de la Maison Cartier accueillit dans son bureau londonien le général de Gaulle pour la rédaction de l’appel du 18 juin 1940, ou encore au jeune soldat américain Garry Davis qui s’était déclaré citoyen du monde.
Raymond Hains a accumulé pendant des années des livres, catalogues, cartes postales, images, notes et textes divers, qui constituent une inépuisable réserve de références, nourrissent son imagination et son travail. Sa bibliothèque est désormais constituée de quantité de boites d’archives classées par ville, thème, artiste ou voyage, dans lesquels il peut prélever : un véritable chantier de projets en devenir.
En 1997, Raymond Hains crée ses premiers "Macintoshages". Le terme est une formation hétéroclite autour de machin, machine, Macintosh, Mac Luhan, mère Mac Miche et autres analogies. La Macintoshage est un dispositif de rapprochement et de manipulation des textes et des images sur ordinateur liées à diverses thématiques. Ces compositions Macintosh multi-fenêtres textes-images laissent visibles l’écran et les outils informatiques. De manière novatrice, les textes et les images sont le matériel d’un chantier permanent : ils peuvent être collés ou décollés virtuellement, ouverts en fonction de l’actualité, associés tel le travail de l’inconscient dans le processus du rêve…
À cette époque, Raymond Hains entame également une série de « sculptures de trottoir ». Flâneur des rues, muni de son appareil photo, il relève alors des détails de chantier, isolant un parpaing, un plot ou un niveau à bulle oubliés à terre et dans lesquels il perçoit une sculpture potentielle.
On trouve dans tout l’œuvre de Raymond Hains, si éclectique et varié soit-il, un rapprochement avec l’esthétique surréaliste, en particulier avec les principes énoncés par André Breton dans « Nadja » en 1962, qui décrivait le monde comme « des rapprochements soudains, des pétrifiantes coïncidences (…) et le genre d’association d’idées qu’ils éveillent – une façon de vous faire passer du fil de la Vierge à la toile d’araignée ».
Le Centre Pompidou lui consacre une grande rétrospective en 2001 : La tentative.

## Héritage
Raymond Hains meurt le 28 octobre 2005, âgé de presque 79 ans.
Tout en demeurant pleinement indépendante, la succession de Raymond Hains, représentée par Thomas Hains, travaille avec la galerie Max Hetzler.

## Principales expositions personnelles
- 2003	La boîte à fiches, Musée Art et Histoire, Saint-Brieuc
- 2002 	Raymond Hains: Art Speculator, Moore College of Art and Design, Philadelphia
- 2002  Réquichot Dado Rochaïd Dada, Les Abattoirs, Toulouse
- 2000  Raymond Hains, Nice, MAMAC
- 2001 	Raymond Hains. La Tentative, Musée national d’art moderne / Centre Georges-Pompidou, Paris, commissaire : Christine Macel
- 1998 	Brève rencontre avec Raymond Hains. Documenta X, quai Voltaire, Galerie de Caisse des dépôts et consignations, 13 quai Voltaire et vitrines du quai Voltaire, Paris
- 1995 	Raymond Hains, Akzente 1949-1995 / Accents 1949-1995, Museum Moderner Kunst Stiftung Ludwig Wien, Vienne
- 1995  Raymond Hains, Gast auf der Durchreise, Portikus, Francfort
- 1994 	Les 3 Cartier. Du Grand Louvre aux 3 Cartier, Fondation Cartier for contemporary art, Paris
- 1986 	Hommage au marquis de Bièvre, Fondation Cartier for contemporary art, Jouy-en-Josas
- 1976 	La chasse au CNAC, Centre national d’art contemporain, Paris
- 1976  L'Art à Vinci, Galerie Lara Vincy, Paris
- 1973 	HAINS – SAFFA – SEITA, Galleria della Trinità, Rome
- 1970 	SAFFA, Galleria Blu, Milan
- 1968	La Biennale éclatée, Galleria L'Elefante, Mestre
- 1968  Documenta IV, Cassel, Allemagne
- 1965 	SEITA & SAFFA, copyright by Raymond Hains, Galerie Iris Clert, Paris
- 1964 	SAFFA et SEITA, Galleria del Leone, Venise
- 1964  La Biennale déchirée di Raymond Hains, Galleria Apollinaire, Milan
- 1961 	La France déchirée, avec Jacques Villeglé, Galerie J, Paris
- 1957 	Loi du 29 juillet 1881 ou Le Lyrisme à la sauvette, with Jacques Villeglé, Galerie Colette Allendy, Paris
- 1948 	Photographies hypnagogiques, Galerie Colette Allendy, Paris

## Citations et jugements
- « Inventer c'est aller au-devant de mes œuvres. Mes œuvres existaient avant moi, mais personne ne les voyait car elles crevaient les yeux. » (Raymond Hains)

- « Je suis moi-même une abstraction personnifiée. » (Raymond Hains)

- « Je suis le ministre de ma propre culture. » (Raymond Hains)

- « La relève dans le collage, c'est Lord Anthony Cahn. » (Raymond Hains)

### Sources
- Dictionnaire de l'art moderne et contemporain, nlle. éd., Paris, Éditions Hazan, 2006, p. 307
- Frac Bretagne / O.D.D.C. Côtes D’Armor (co Ed.) : Raymond Hains, La boîte à Fiches, Saint-Brieuc, 2005
- Centre Pompidou (Ed.) : J'ai la mémoire qui planche, Raymond Hains, Pierre Leguillon (dir.), Paris, 2001
- Fondation Cartier for contemporary art (Ed.) : Les Trois Cartier, du Grand Louvre aux trois Cartier, textes de Nicolas Bourriaud, Hervé Chandès, Hélène Kelmachter, Allen Weiss, Paris, 1994
- Musée de la Ville de Poitiers (Ed.) : Raymond Hains, Poitiers, Edition Musée de la ville de Poitiers et de la Société des antiquaires de l'Ouest, textes d’Aude Bodet, Blandine Chavanne, Michel Frizot, Jacques Ohayon, Guy Tortosa, Poitiers, 1989
- Barcelone : Museu d’art contemporain de Barcelona, MACBA, Raymond Hains, 2001
- Centre Pompidou (Ed.)Raymond Hains. La tentative. Album de l’exposition, Paris, 2001
- Site : http://www.opixido.com/hains/PC/textes.htm